# FLARM

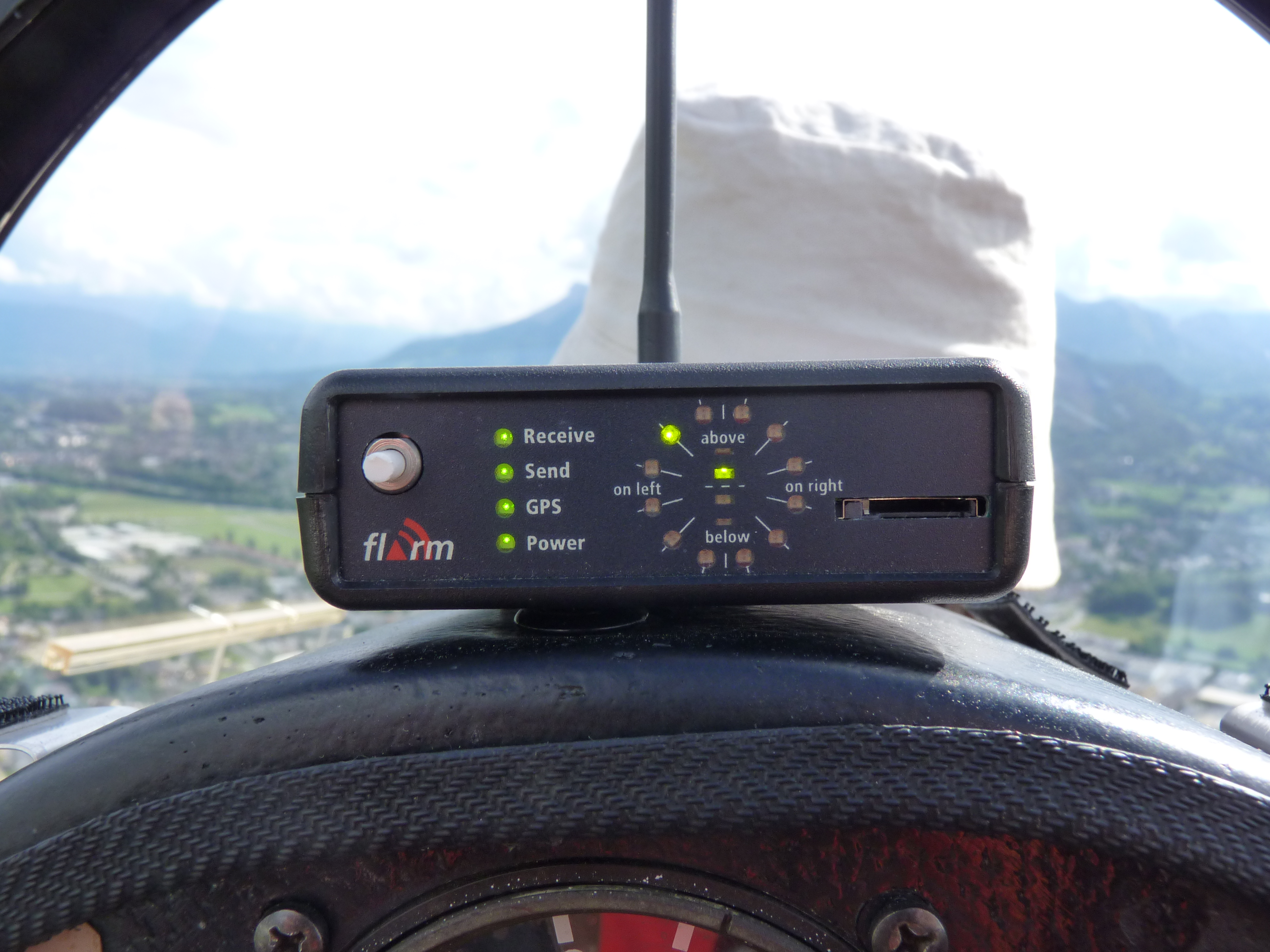
FLARM készülék

A FLARM egy kisgépes repülésben használatos repülésbiztonsági eszköz, amely segítséget nyújt a pilótának az esetleges légiütközések elkerülésére. 

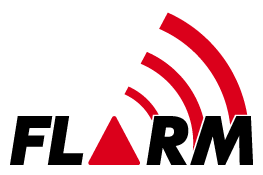
Logó

## Leírása
A FLARM egy kisméretű, alacsony áramfelvételű rádiós eszköz, amely kisugározza saját pozícióját és sebességvektorát (mivel saját integrált GPS rendszere van) egy engedélyre nem kötelezett rádiófrekvencián. Ezzel egy időben figyel a környezetében lévő többi, FLARM-rendszert alkalmazó berendezésre. Intelligens mozgás-előrejelzési algoritmusai segítségével kiszámítja és figyelmeztet az esetleges, rövid időn belül bekövetkező konfliktusokra. Mindezt egy nagy precizitású, 16 csatornás GPS-vevő és egy kis teljesítményű rádió-adóvevő ötvözésével valósítja meg. A statikus veszélyes tereptárgyak a saját adatbázisában szerepelnek. Az esetleges ütközést előrejelző algoritmusok sok ezer repülés rögzített adatai alapján lettek kalibrálva és optimalizálva. Ezáltal nem figyelmeztet olyan repülőgépre, amely nem jelent ütközési kockázatot (például termikelés bolyban, vontatás stb.).
A FLARM arra hivatott, hogy segítse a VFR szabályok szerint repülő pilóta biztonságos repülését, de nem mentesíti a pilótát a VFR szabályok által rá rótt feladatok és felelősség alól. A figyelmeztető jelzése után a pilóta feladata, hogy a jelzett irányban az adott repülőgépet észrevegye, és annak repülését folyamatosan szemmel tartsa. A FLARM használata műszerrepülés és műrepülés közben tilos. Nem szabad a pilótának kizárólag erre a rendszerre alapozott döntéseket hoznia. A FLARM nem ismeri fel azokat a légtérben repülő gépeket, amelyek fedélzetén nincs FLARM kompatibilis készülék üzembe helyezve. A FLARM nem transzponder és nem tudja értelmezni más repülőgépek transzponder-jeleit.

## Működése
A „nézd és kerüld el” VFR repülési alapelv ellenére a légi ütközések jelentik a második leggyakoribb baleseti okot a sport- és hobbirepülés terén. A kereskedelmi repülésben a nagygépeket kötelezik az ún. ACAS (Aircraft Collision Avoidance System - repülőgépütközést megakadályozó rendszer) beépítésére. Ezek a rendszerek egy fedélzeti radaron és egy válaszadó transzponderen (XPDR) alapulnak, hasonlóan a földi irányítás radarrendszereihez. A rendszer a transzponder által adott jel helyzetét határozza meg a kérdező repülőgép radarjához képest, amely egy képernyőn megjelenítve jelzi a másik gép pozícióját a pilóta számára. Ha a gépek útvonala keresztezi egymást, akkor a pilótát erre az ACAS figyelmezteti. A rendszer követelménye, hogy mindkét gép fedélzetén legyen ACAS.
Az ACAS valóban megakadályozza, hogy a repülőgép összeütközzön egy transzponderrel felszerelt géppel, viszont elégtelen eredményt produkál olyan területen, ahol rengeteg, transzponderrel felszerelt vitorlázógép van a légtérben. Hátránya, hogy az ACAS rendszerrel fel nem szerelt gépeket nem ismeri fel. GPS használatával számos gép tudja rádió segítségével sugározni a pozícióját és sebességvektorát, amely évek óta ismert módszer – név szerint ADS-B (Automatic Dependent Surveillance–Broadcast).
A FLARM felhasználja azokat a pozíció- és mozgási adatokat, amelyeket egy nagyprecizitású WAAS 16 csatornás GPS-ből és egy barometrikus szenzorból nyer. A repülőgép rövid távú útvonalát kiszámolja, és egy rövid hatótávolságú rádióadón keresztül rövid digitális üzenet formájában másodpercenként sugározza. Ezt a rádióüzenetet egy másik kompatibilis eszköz fogja a hatótávolságon belül, és összeveti a saját számított útvonalával. Hasonlóképpen ezt a számított útvonalat az eszköz az adatbázisában szereplő repülési szempontból veszélyes tereptárgyakkal is összeveti (például antennák, kémények, magasfeszültségű vezetékek stb.).
Bármely esetben, ha a veszélyes megközelítés lehetősége fennáll, figyelmezteti a pilótát az ütközés lehetőségére. A figyelmeztetés egy változó frekvenciájú csipogó hang és egy változó fényerejű több LED-es kijelző útján jut el a pilótához, jelezve a várható ütközés idejét és irányát. A jelzett irány egyaránt vertikális és horizontális. 
Az első figyelmeztetés általában 18 másodperccel az előre jelzett ütközés előtt jelentkezik. Egy kiegészítő információs üzemmódban a pilóta tudomást szerezhet a környezetében lévő gépekről, abban az esetben is, ha nem jelentenek veszélyt.

## Külső hivatkozások
- Dickie Feakes: BAS Data Sheet No 6: Electronic Collision Avoidance (angol nyelven). Bicester Aviation Services, 2008. december 1. [2011. szeptember 5-i dátummal az eredetiből archiválva]. (Hozzáférés: 2010. szeptember 10.)
- FIVV's letter - Federazione Italiana Volo a Vela (angol nyelven). (Hozzáférés: 2010. szeptember 10.)[halott link]